# Lispocephala uniseta
Lispocephala uniseta är en tvåvingeart som beskrevs av Hardy 1981. Lispocephala uniseta ingår i släktet Lispocephala och familjen husflugor. Inga underarter finns listade i Catalogue of Life.